# 中川紗耶加
中川 紗耶加（なかがわ さやか、9月4日生）は、神奈川県出身のファッションモデル、タレント。血液型A型。

## 出演

### 雑誌
- 『ネイルMAX』
- 『自分でできる巻紙ヘアーDVD付き（ageha専属ヘアーメイク小屋が手掛ける単独雑誌）盛りヘアまるわかりvo.2』
- 『姫デコRose』
- 『ネイル's Honey(ネイルup別紙)』

#### 読者モデル
『BLENDA』／『Popteen』／『Scawaii』／『Cawaii』／『fine』／『nuts』／『JELLY』／『USED JELLY』／『ar』／『ES POSHH』／『姫デコRose』／『ネイル'S HONEY(ネイルup別誌)』／『EGOSISTEM』／『teengilr.カレンズ.LGマガジン』／『men's egg(eL's)』／『men's ナックル* Wolfash』／『SOUL JAPAN』

### テレビ
- テレビ朝日 『ぷっ』すま『読モが水着に着替えたら』(2010.5.11)
- フジテレビ 捨てる恋あれば拾う恋あり (2010.5.30)
- 日本テレビ グッドルッキンクラブレギュラー
- テレビ東京 ミネルバの法則(特番出演)、ランク王国
- お台場テレビ 姫リアンズTV(全番組、世界、視聴者人数第1位獲得)
- 新格闘技BOXFIGHT 公式サポーター&ラウンドガール

### ラジオ
- 『ドリプロ☆FM』 毎週日曜日22時 - 22時半 レインボータウンFM(79,2MHz)
- 『和田琢磨の！サタデーもっとFEVER！』

### ウェブ
ファッションサイトモデル ― 『ガルシアマルケス(クリスタルボール）』／『モバコレ』／『PINK PRINCESS』／『Daysy store』／『JAM』／『ラスティードール』／『Malise fort』／『PASHA』／『トリンプ下着モデル.Flat mode』／『クレッジ.glass』／『LOVYI』／『ダイアモンドヘッド』／『ギャル時計』（2010年）

### ショー
- シンデレラ物語（共演:土伎田麗子、飯島さゆり等）
- Lipservice
- VENUS COLLECTION
- Radyブランドモデルファッションショー
- k-twoファッションショー
- スターデリックファッションショー
- JSG Nightファッションショー
- Zepp名古屋ドレスファッションショー
- アウトレットモールファッションショー
- Rose Of Sunファッションショー
- ヘアーショー（care）
- ヘアーショー（ageha専属ヘアーメイク小屋）
- SHIBUYA COLLECTION

### ポスター
- ピンクプリンセス（2009年/一部ドンキ掲載）
- ツヤグラパーフェクト（2009年/YouTube）

### フリーペーパー
- Puckish
- kissTell
- ビスチェ
- SG

### PV
- 矢島美容室
- High Speed Boyz

### その他
- 映画：『men'seggムービー』(2011年春）
- 書籍：『モデダイ2出版』（2008年 - 、モデル兼作者）
- ユウハウスサロン広告:Ranzuki、JELLY、BLENDA、Scawaii、Cawaii、Popteen、egg
- ユウハウス看板イメージモデル
- k-two広告・パンフレットモデル（2009年）
- ファッションサイト広告モデル:Scawaiiに1年間、Ray、POPTEEN、Cawaii
- ガルシアマルケス広告モデル:NYLON JAPAN（見開き掲載)
- プリクラ機イメージモデル :天空age（アトラス）、Jewella（バンダイナムコゲームス）
- 香水DANGEROUS LOVEイメージモデル（2008年 - ）
- Yahoo!チャリティーオークション(タレント枠)出品
- 益若つばさプロデュースDolly Wink新商品発表イベント:モデル出演(共演：益若つばさ、杉浦太陽)ズームインスーパー放送
- アクセサリーデザイン:紗耶加デザインシルバーアクセ（私達のアクセサリーコラボブランド「MESMO（メスモ）」 ）
- カラオケ店 パセラ コラボデザート（2010年10月発売）